# 기요우라 내각
기요우라 내각(清浦内閣)은 추밀원 의장 기요우라 게이고가 제23대 내각총리대신으로 임명되어, 1924년 1월 7일부터 1924년 6월 11일까지 존재한 일본의 내각이다.

## 재직 기간
- 1924년(다이쇼 13년) 1월 7일 ~ 1924년(다이쇼 13년) 6월 11일
- 재직 일수 : 157일